# Hoces del Esva
Las hoces están comprendidas dentro del paisaje protegido del río Esva, en el concejo asturiano de Valdés (España), en el tramo comprendido entre los cerros de Andornoso y Villagermonde, en el tramo que va desde San Pedro de Paredes a La Chanona, con una superficie total de 760 hectáreas. Se trata de una garganta excavada por el río que llega a los 400 metros de desnivel y que discurre por un tramo de 6 kilómetros de río.
Dentro de la flora cabe desctacar los carbayedos o robledales, así como una pequeña franja de vegetación de ribera.
Fue declarado monumento natural el 4 de abril de 2002.